# De Vlugtlaan (stacja metra)
De Vlugtlaan – stacja metra w Amsterdamie, położona na linii 50 (zielonej). Została otwarta 1 czerwca 1997. Znajduje się tuż obok stacji kolejowej Amsterdam De Vlugtlaan.